# 高橋望
高橋 望（たかはし のぞむ、1960年10月4日 - ）は日本のアニメ映画プロデューサー。日本テレビ放送網映画事業部専任部次長。三鷹の森ジブリ美術館シニアアドバイザー、特定非営利活動法人アニメ特撮アーカイブ機構研究員。

## 来歴
東京都出身。福岡市立平尾中学校、福岡県立筑紫丘高等学校を経て、一橋大学社会学部に入学。高校では文芸部に、大学ではSF研究会に所属。
1983年4月に徳間書店に入社。足掛け7年でテレビランド、アニメージュ、4WDフリークの3誌の編集に携わる。
1989年10月、元アニメージュ編集長・鈴木敏夫の誘いで宮崎駿と会い、『天空の城ラピュタ』『となりのトトロ』『火垂るの墓』『魔女の宅急便』というヒット作を連発していた子会社のスタジオジブリに出向という形で移ることにした。ジブリでは鈴木敏夫の右腕として『おもひでぽろぽろ』『紅の豚』『平成狸合戦ぽんぽこ』『耳をすませば』『ホーホケキョ となりの山田くん』『千と千尋の神隠し』の6本の制作を担当、『海がきこえる』『猫の恩返し』『ギブリーズ episode2』の3本ではプロデューサー役を務めた。ジブリ作品において初めてプロデューサーを任された『海がきこえる』ではヒロインである武藤里伽子役だけが最後まで決まらずに残り、配役の選出に難航を極めたが、「劇団『お伽座』に演技の巧い女優が居るらしい」という話を聞きつけ、試しに観に行くとミヒャエル・エンデ原作の『モモ』を上演しており、主役を演じていたのが坂本洋子だった。坂本の演技力に魅せられた高橋が坂本に出演交渉をしたら坂本本人から出演を快諾され、坂本を武藤里伽子役に決めることに成功した。
1995年、徳間書店を退社。株式会社サイビズでコンピュータ雑誌『月刊CYBiZ』編集長に就任。
1998年、鈴木敏夫から誘われて徳間書店に再入社。徳間書店スタジオジブリ事業本部映像企画制作部部長、同社スタジオジブリ事業本部長代理などを歴任。スタジオジブリの生みの親ともいえる徳間書店の社長だった徳間康快の葬儀では司会進行役を引き受けた。
2000年に東映動画の細田守がスタジオジブリで映画『ハウルの動く城』を監督することになり、そのプロデューサーを務める。最初の1年ほどは鈴木敏夫がプロデューサーとして関わっていたが、脚本、キャラクターや美術設定などの準備が進むに連れて企画は難航し、高橋が引き継ぐことになった。高橋が担当となった後には、美術や作画スタッフを連れて作品の舞台であるイギリスへのロケハンも敢行したが、2002年の春頃、細田版『ハウル』は制作中止となった。
『ハウル』制作中止の後、鈴木敏夫の口利きで日本テレビへ出向し、2005年から転籍となる。日本テレビに所属してからはコンテンツ事業局映画事業部プロデューサーを経て、映画事業部担当部次長、同部専任部次長に就任する。
2005年秋頃、『新世紀エヴァンゲリオン』を劇場作品としてリメイクするにあたり、個人事務所の設立を考えた庵野秀明が鈴木敏夫に相談を持ち掛け、高橋が「ヱヴァンゲリヲン新劇場版」を制作したスタジオカラーの設立に協力する。
2008年1月、日本テレビ映画事業部でプロデューサーの職にあった高橋に、マッドハウスの齋藤優一郎から細田守監督の映画『サマーウォーズ』の企画が持ちかけられた。『ハウル』での罪滅ぼしの意味も込めて、高橋はそのオファーを引き受ける。その後も日本テレビ映画事業部で『おおかみこどもの雨と雪』『バケモノの子』『未来のミライ』など細田守監督作品のプロデューサーを務めた。
2011年、細田守のアニメ制作会社スタジオ地図の立ち上げに関わる。
2017年、特定非営利活動法人アニメ特撮アーカイブ機構発起人。同機構研究員を経て、2024年、同機構理事。

## 代表作

### テレビ
| 期間         | 期間         | 番組名       | 制作（放送局）                     | 役職           |
| ------------ | ------------ | ------------ | ---------------------------------- | -------------- |
| 1993年5月5日 | 1993年5月5日 | 海がきこえる | 徳間書店 日本テレビ スタジオジブリ | プロデューサー |

### 映画
| 公開年 | 公開年   | 作品名                            | 制作（配給） | 役職                            |
| ------ | -------- | --------------------------------- | --- | ------------------------------- |
| 1987年 | 3月27日  | デジタル・デビル物語 女神転生     | 徳間書店 ムービック （大映） | プロデューサー補佐              |
| 1991年 | 7月20日  | おもひでぽろぽろ                  | 徳間書店 日本テレビ 博報堂 スタジオジブリ （東宝） | 制作担当                        |
| 1992年 | 7月18日  | 紅の豚                            | 徳間書店 日本航空 日本テレビ スタジオジブリ （東宝） | 制作担当                        |
| 1994年 | 7月16日  | 平成狸合戦ぽんぽこ                | 徳間書店 日本テレビ 博報堂 スタジオジブリ （東宝） | 制作担当                        |
| 1995年 | 7月15日  | 耳をすませば                      | 徳間書店 日本テレビ 博報堂 スタジオジブリ （東宝） | 制作担当                        |
| 1995年 | 7月15日  | On Your Mark〜ジブリ実験劇場      | 徳間書店 日本テレビ 博報堂 スタジオジブリ （東宝） | 制作担当                        |
| 1999年 | 7月17日  | ホーホケキョ となりの山田くん     | 徳間書店 スタジオジブリ ウォルト・ディズニー・カンパニー 日本テレビ 博報堂 （松竹） | 制作担当                        |
| 2000年 | 12月7日  | 式日                              | 徳間書店 スタジオカジノ | プロデューサー                  |
| 2001年 | 3月17日  | サトラレ                          | 日本テレビ 博報堂 スタジオカジノ 東宝 ROBOT | 対策実行委員                    |
| 2001年 | 7月20日  | 千と千尋の神隠し                  | 徳間書店 スタジオジブリ ウォルト・ディズニー・カンパニー 日本テレビ 電通 東北新社 三菱商事 （東宝） | 制作担当                        |
| 2002年 | 7月20日  | 猫の恩返し                        | 徳間書店 スタジオジブリ ウォルト・ディズニー・カンパニー 日本テレビ 博報堂 三菱商事 （東宝） | プロデューサー                  |
| 2002年 | 7月20日  | ギブリーズ episode2               | 徳間書店 スタジオジブリ ウォルト・ディズニー・カンパニー 日本テレビ 博報堂 三菱商事 （東宝） | プロデューサー                  |
| 2004年 | 11月20日 | ハウルの動く城                    | 徳間書店 スタジオジブリ ウォルト・ディズニー・カンパニー 日本テレビ 電通 三菱商事 （東宝） | 制作マネージメント              |
| 2005年 | 9月10日  | タッチ                            | 小学館 日本テレビ 東宝映画 オー・エル・エム （東宝） | 実行委員                        |
| 2005年 | 11月5日  | ALWAYS 三丁目の夕日               | 小学館 日本テレビ よみうりテレビ 札幌テレビ ミヤギテレビ 中京テレビ 広島テレビ 福岡放送 読売新聞 電通 バップ IMAGICA 白組 ROBOT （東宝） | プロデューサー                  |
| 2007年 | 11月3日  | ALWAYS 続・三丁目の夕日           | 小学館 日本テレビ よみうりテレビ 札幌テレビ ミヤギテレビ 静岡第一テレビ 中京テレビ 広島テレビ 福岡放送 電通 バップ IMAGICA 白組 ROBOT （東宝） | プロデューサー                  |
| 2008年 | 7月19日  | 崖の上のポニョ                    | スタジオジブリ ウォルト・ディズニー・カンパニー 日本テレビ 電通 博報堂DYメディアパートナーズ 三菱商事 （東宝） | 実行委員                        |
| 2009年 | 8月1日   | サマーウォーズ                    | 角川書店 日本テレビ よみうりテレビ バップ D.N.ドリームパートナーズ ワーナー・ブラザース映画 マッドハウス | プロデューサー                  |
| 2012年 | 1月21日  | ALWAYS 三丁目の夕日'64            | 小学館 日本テレビ よみうりテレビ 札幌テレビ ミヤギテレビ 静岡第一テレビ 中京テレビ 福岡放送 読売新聞 電通 バップ 阿部秀司事務所 白組 ROBOT （東宝） | プロデューサー                  |
| 2012年 | 7月21日  | おおかみこどもの雨と雪            | 角川書店 日本テレビ よみうりテレビ スタジオ地図 マッドハウス バップ D.N.ドリームパートナーズ （東宝） | Co.エグゼクティブプロデューサー |
| 2014年 | 4月19日  | 名探偵コナン 異次元の狙撃手       | 小学館 よみうりテレビ 日本テレビ 小学館集英社プロダクション 東宝 トムス・エンタテインメント | 実行委員                        |
| 2015年 | 2月20日  | 花とアリス殺人事件                | 小学館 日本テレビ ポニーキャニオン 東映 ロックウェルアイズ スティーブンスティーブン （ティ・ジョイ） | エグゼクティブプロデューサー    |
| 2015年 | 4月18日  | 名探偵コナン 業火の向日葵         | 小学館 よみうりテレビ 日本テレビ 小学館集英社プロダクション 東宝 トムス・エンタテインメント | 実行委員                        |
| 2015年 | 7月11日  | バケモノの子                      | 日本テレビ KADOKAWA よみうりテレビ スタジオ地図 マッドハウス バップ D.N.ドリームパートナーズ 東宝 | エグゼクティブプロデューサー    |
| 2017年 | 3月18日  | ひるね姫 〜知らないワタシの物語〜 | 日本テレビ Production I.G ワーナー・ブラザース映画 博報堂DYメディアパートナーズ ホリプロ Hulu バンダイ KADOKAWA、バップ 読売テレビ放送 KDDI ローソンHMVエンタテイメント 札幌テレビ放送 宮城テレビ放送 静岡第一テレビ 中京テレビ放送 広島テレビ放送 福岡放送 西日本放送 | エグゼクティブプロデューサー    |
| 2018年 | 7月20日  | 未来のミライ                      | D.N.ドリームパートナーズ・スタジオ地図LLP共同事業 （NTTドコモ 日本テレビ放送網 KADOKAWA スタジオ地図） | ゼネラルプロデューサー          |

## メディア出演

### テレビ番組
- X年後の関係者たち 〜あのムーブメントの舞台裏〜 ＃87「サイボーグ009」（2025年3月17日、BS-TBS） - 早瀬マサト、井上和彦、酒井あきよしと共に出演[15]